# フィーレト＝トルンシュタット
フィーレト＝トルンシュタット (ドイツ語: Viereth-Trunstadt) は、ドイツ連邦共和国バイエルン州オーバーフランケン行政管区のバンベルク郡に属する町村（以下、本項では便宜上「町」と記述する）で、マイン川沿いに位置する。

## 地理

### 自治体の構成
この町は、公式には4つの集落からなる。
- フィーレト
- トルンシュタット
- ヴァイハー
- シュテュックブルン

### フィーレト
フィーレト (Viereth)の名前は、おそらく "Viehweide"（放牧地）に由来すると推測されている。Fihuriodとして911年に初めて文献に登場する。1008年にフィーレトからフィーバッハまでの地域はバンベルク司教区に属した。トルンシュタットを含む残りの部分は、ヴュルツブルク司教区に属した。両者は1807年になって初めてバンベルク大司教区に属する小教区として統合された。

### トルンシュタット
トルンシュタットは、シュタイガーヴァルトの北の入り口、マイン川上流部に面して位置する。その名は、793年の文献に残されており、バンベルク郡およびオーバーマイン地方で最も古い地名である。

### ヴァイハー
この集落の名前は、池 (Weiher)があることにちなんで名付けられた。1523年のバンベルク司教ヴェイガントの書類に初めて登場する。

### シュテュックブルン
シュテュックブルンの名は、1367年の封土台帳に、"Stumbrunn"および "Stupprun"として初めて記録されている。

## 歴史
フィーレトは、バンベルク司教領のミヒェルベルク修道院に属していた。1803年の帝国代表者会議主要決議以降は、バイエルン領となった。トルンシュタットは、リーネック伯フォイトの所領であったが、1806年のライン同盟によりバイエルン領となった。

### 人口推移
この地域の人口は、1970年 2,262人、1987年 2,838人、2000年 3,630人であった。

## 行政
首長は、2014年からレギーナ・ヴォールパルト (Bürgergemeinschaft) が務めている。

## 引用
1. ↑  https://www.statistikdaten.bayern.de/genesis/online?operation=result&code=12411-003r&leerzeilen=false&language=de Genesis-Online-Datenbank des Bayerischen Landesamtes für Statistik Tabelle 12411-003r Fortschreibung des Bevölkerungsstandes: Gemeinden, Stichtag (Einwohnerzahlen auf Grundlage des Zensus 2011)
2. ↑  Bayerische Landesbibliothek Online